# Клейпул (Індіана)
Клейпул (англ. Claypool) — місто (англ. town) в США, в окрузі Косцюшко штату Індіана. Населення — 396 осіб (2020).

## Географія
Клейпул розташований за координатами 41°7′51″ пн. ш. 85°52′56″ зх. д. / 41.13083° пн. ш. 85.88222° зх. д. (41.130758, -85.882272).  За даними Бюро перепису населення США в 2010 році місто мало площу 0,65 км², з яких 0,63 км² — суходіл та 0,02 км² — водойми.

## Демографія
Згідно з переписом 2010 року, у місті мешкала 431 особа в 155 домогосподарствах у складі 115 родин. Густота населення становила 661 особа/км².  Було 176 помешкань (270/км²).
Расовий склад населення:
| - 95,1 % — білих - 0,9 % — азіатів - 0,7 % — корінних американців - 0,2 % — чорних або афроамериканців - 1,4 % — осіб інших рас |

До двох чи більше рас належало 1,6 %. Частка іспаномовних становила 5,1 % від усіх жителів.
За віковим діапазоном населення розподілялося таким чином: 26,7 % — особи молодші 18 років, 62,9 % — особи у віці 18—64 років, 10,4 % — особи у віці 65 років та старші. Медіана віку мешканця становила 33,0 року. На 100 осіб жіночої статі у місті припадало 101,4 чоловіків;  на 100 жінок у віці від 18 років та старших — 100,0 чоловіків також старших 18 років.
Середній дохід на одне домашнє господарство  становив 41 808 доларів США (медіана — 38 929), а середній дохід на одну сім'ю — 44 474 долари (медіана — 40 577). За межею бідності перебувало 22,8 % осіб, у тому числі 33,7 % дітей у віці до 18 років та 8,3 % осіб у віці 65 років та старших.
Цивільне працевлаштоване населення становило 151 осіб. Основні галузі зайнятості: виробництво — 45,7 %, освіта, охорона здоров'я та соціальна допомога — 19,9 %, роздрібна торгівля — 13,9 %.